# Одарів
Одарів (Одаровець) — річка в Українських Карпатах, у межах Тячівського району Закарпатської області. Права притока Великої Угольки (басейн Дунаю).

## Опис
Довжина 14 км, площа басейну 17,5 км². Похил річки 27 м/км. Річка типово гірська. Долина у верхній та середній течії переважно V-подібна, в пониззі розширяється (від села Колодне до гирла тече в межах Тереблянської долини). Річище слабозвивисте.

## Розташування
Одарів бере початок на північний схід від села Росош. Тече переважно на південь. Впадає до Великої Угольки біля південно-західної околиці села Угля.